# وكيل تأمين
وكيل تأمين في الاقتصاد (بالإنجليزية: Insurance agent) هو موظف في شركة تأمين ، يبرم عقود التأمين مع الأفراد الراغبين في شراء بوالص تأمين ، وهو يتلقى أجره من الشركة ، ولا يتلقى أجرا من العميل ، يمارس عمله من خلال مقر عمل واحد محدد مستقل ومخصص لممارسة أعماله كوكيل تامين. وهذا بعكس سمسار التأمين الذي يعمل حرا ويتوسط بين شركات التأمين والأفراد الراغبين في شراء بوليصة تأمين ، ويأخذ عن خدمته أجرا من مشتري البوليصة . ويعتبر وكيل التأمين موظفا في شركة التأمين . أما سمسار التأمين فهو لا يتبع شركة معينة ، بل يروج بوالص تأمين لعدة شركات .